# Maguy-Warna
Maguy-Warna, née Marguerite Lévy le 5 juillet 1890 à Paris et morte le 12 juin 1955 dans la même ville, est une chanteuse française, vedette d'opérettes dans l'entre-deux-guerres.

## Biographie
Fille de Gustave Lévy, présenté comme « philanthrope et érudit », elle est une authentique comtesse de par son mariage en 1911 avec Hamelin de Warren, issu d'une famille de la noblesse lorraine. Hélas, l'époux est sans fortune et son château de famille (Rouilly, dans les Vosges) a été vendu par son père, oncle de deux parlementaires de droite, Édouard de Warren, de la branche aînée de la famille, et Hubert de Bazelaire de Lesseux, en 1919. Son mari est connu pour avoir été au centre d'un scandale de mœurs homosexuel en 1903, qui défraya la chronique de l'époque. Avec son ami le baron Jacques d'Adelswärd-Fersen, il fut accusé d'incitation de mineurs à la débauche et fut condamné à 6 mois de prison, malgré ses dénégations répétées. 

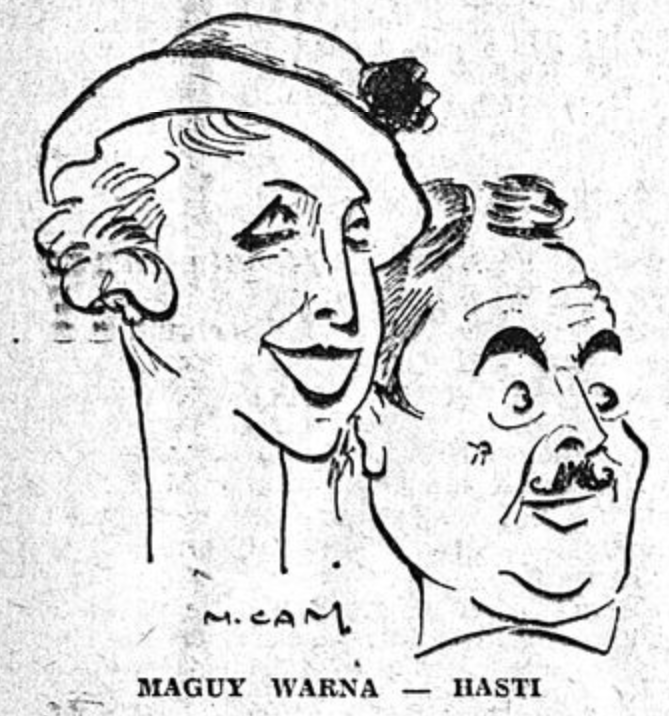
Caricature de Maguy-Warna et Hasti dans Le Matin du 16 octobre 1934.

Marguerite Lévy, devenue Marguerite de Warren, prend le pseudonyme de Maguy-Warna - son nom à la ville est connu de la presse, qui ne l'ébruite guère - et est engagée en 1914 dans la troupe de la Gaîté lyrique. Elle chante sur les scènes de Paris, de province, à Nice , Lyon, Deauville, Cannes, ainsi qu'en Afrique du Nord et à Genève. Elle devient une chanteuse connue après la Première Guerre mondiale, grâce à des succès comme les opérettes Flup!, Phi-Phi, qu'elle joue après sa création,  Dédé (1921), aux côtés de Maurice Chevalier, La Bayadère (1925, à Lyon et à Paris au théâtre Mogador en 1926), Bouche à bouche, Coups de roulis (1928), aux côtés de Raimu, Monsieur de la palisse (1930). Alors que le genre s'essouffle au début des années 1930, elle est encore engagée : vedette de Beaumarchais en 1932, de Miss cocktail en 1934, de Véronique, qu'elle joue encore en 1936.
Malgré son succès en 1928-29 avec Coups de roulis, ces années-là ont été des années noires. Son mari meurt dans un accident de voiture, alors qu'elle était au volant. Et en 1929, elle est attaquée en justice par les producteurs de l'opérette Bob pour avoir rompu ses engagements et perd le procès. 
Issue par son père d'une famille juive, son nom apparaît dans la littérature nazie et dans la presse collaborationniste qui dénoncent le poids des Juifs dans la société française. Elle déclare cependant en 1940 qu'elle n'est pas juive.